# Anisodes paucinotata
Anisodes paucinotata là một loài bướm đêm trong họ Geometridae.